# Kościół św. Antoniego Padewskiego w Książu Wielkopolskim
Kościół świętego Antoniego Padewskiego w Książu Wielkopolskim – jeden z dwóch rzymskokatolickich kościołów parafialnych w mieście Książ Wielkopolski, w województwie wielkopolskim. Należy do dekanatu nowomiejskiego archidiecezji poznańskiej.
Świątynia została zbudowana w 1794 roku na miejscu domu modlitwy przez ewangelików. Była to budowla konstrukcji węglowej z wieżyczką. Drewno do budowy zostało podarowane przez ówczesnego właściciela Książa, Ignacego Zakrzewskiego. W 1836 roku budowla została gruntownie wyremontowana. Kościół został przebudowany w 1914 roku. Posiada obecnie wieżę w stylu neobarokowym, na której umieszczony jest zegar.